# Paula Kelly
Paula Alma Kelly (Jacksonville, 21 ottobre 1942 – Whittier, 8 febbraio 2020) è stata un'attrice, cantante e ballerina statunitense.

## Filmografia parziale

### Cinema
- Sweet Charity - Una ragazza che voleva essere amata (Sweet Charity), regia di Bob Fosse (1969)
- Andromeda (The Andromeda Strain), regia di Robert Wise (1971)
- Top of the Heap, regia di Christopher St. John (1972)
- Detective G (Trouble Man), regia di Ivan Dixon (1972)
- 2022: i sopravvissuti (Soylent Green), regia di Richard Fleischer (1973)
- Freeman - L'agente di Harlem (The Spook Who Sat by the Door), regia di Ivan Dixon (1973)
- Uomini duri (Three Tough Guys), regia di Duccio Tessari (1974)
- Lost in the Stars, regia di Daniel Mann (1974)
- Uptown Saturday Night, regia di Sidney Poitier (1974)
- Drum l'ultimo mandingo (Drum), regia di Steve Carver (1976)
- Jo Jo Dancer, Your Life Is Calling, regia di Richard Pryor (1986)
- Drop Squad, regia di David C. Johnson (1994)
- Once Upon a Time... When We Were Colored, regia di Tim Reid (1996)

### Televisione
- Giovani avvocati (The Young Lawyers) – serie TV, episodio 1x11 (1970)
- Medical Center – serie TV, 2 episodi (1970-1974)
- Pepper Anderson - Agente speciale (Police Woman) – serie TV, 3 episodi (1975-1977)
- Kojak – serie TV, episodio 5x01 (1977)
- Giudice di notte (Night Court) – serie TV, 12 episodi (1984)
- Santa Barbara – soap opera, 24 puntate (1984-1985)
- La capanna dello zio Tom (Uncle Tom's Cabin) – film TV (1987)
- Baby Talk – serie TV, 3 episodi (1991)
- South Central – serie TV, 4 episodi (1994)
- Da un giorno all'altro (Any Day Now) – serie TV, un episodio (1999)

## Teatro
- Something More! (1964)
- The Dozens (1969)
- Paul Sills' Story Theatre (1971)
- Ovid's Metamorphoses (1971)
- Sophisticated Ladies (1981)

## Vita privata
Dal 1985 al 1990 (morte del marito) è stata sposata con il regista Don Chaffey.